# Kentrocapros
Kentrocapros – rodzaj morskich ryb rozdymkokształtnych z rodziny kosterowatych. 

## Klasyfikacja
Gatunki zaliczane do tego rodzaju:
- Kentrocapros aculeatus
- Kentrocapros eco
- Kentrocapros flavofasciatus
- Kentrocapros rosapinto
- Kentrocapros spilonotus